# August Conradi
Pour les articles homonymes, voir Conradi.
August Eduard Moritz Conradi est un compositeur, organiste et kapellmeister prussien, né à Berlin le 27 juin 1821 et mort à le 26 mai 1873.

## Biographie
Conradi est, au moins à partir de 1840, l'élève de August Wilhelm Bach (pour la composition, l'orgue et le piano) et de Carl Friedrich Rungenhagen (en contrepoint et en basse continue). Élève studieux, il se distinguera à plusieurs reprises entre 1840 et 1842. En 1843, il obtient le poste d'organiste à l'église de la maison des Invalides (Invalidenhaus) de Berlin.
Pendant les années qui suivent, une collaboration sporadique avec Franz Liszt, qui avait commencé en 1844 avec le premier séjour de Conradi à Weimar, se déroule sans grand succès. Les deux musiciens avaient peut-être déjà fait connaissance à Berlin en 1841 ou 1842. À l'époque, Conradi avait déjà acquis une bonne expérience en instrumentation, et aidait donc Liszt à réaliser ses premières œuvres orchestrales. Cette collaboration perdure, malgré plusieurs interruptions, jusqu'en 1849. En 1847, Liszt travaille encore sur une Polka tzigane de Conradi. Puis, ce dernier, qui obtient de nouvelles charges (Kapellmeister au Thalia-Theater, par exemple) cède sa place auprès de Liszt à Joachim Raff.
En 1849, Conradi collabore avec le dramaturge David Kalisch, l'un des maîtres du théâtre comique berlinois, au Friedrich-Wilhelmstädtischen Theater de la ville. Cette étape s'avère extrêmement fructueuse pour l'activité de compositeur scénique de Conradi. Par la suite, ils fréquentent plusieurs nouvelles scènes : le Königsstädtische Theater (Berlin, février 1851), la maison de l'opéra de Düsseldorf (juillet 1851), le futur Kroll-Oper (Berlin, 1852) et le théâtre municipal de Cologne (1852-1853). Enfin, Conradi revient à Berlin, tout d'abord chez le futur Kroll-Oper puis, à partir de 1855, au Wallner-Theater, où il occupe enfin une place à long terme de Kapellmeister. En 1864, il succède, en tant que maître de chapelle au Victoria-Theater (ouvert en 1859), à Josef Nesvadba, qui est appelé à Darmstadt.
Jusqu'à la fin de sa vie, Conradi est considéré, aussi bien en tant que musicien qu'en tant qu'homme, comme quelqu'un d'actif et se reposant peu. En plus de ses succès en tant que compositeur scénique, ses danses, marches, pots-pourris ou chants composés pour les salons bourgeois de Berlin lui apportèrent une fortune considérable. Après la mort de sa veuve, c'est l'association pour le droit d'asile à Berlin qui hérite de son argent.

## Œuvres
Opéras (tous représentés à Berlin)
- Rübezahl (1847)
- Musa, der letzte Maurenfürst (1855)
- Die Braut des Flussgottes (1850)
- Die Sixtinische Madonna (1864)
- Knecht Ruprecht (1865)
- So sind die Frauen; im Weinberge des Herrn (1867)
- Das schönste Mädchen im Städtchen (1869)

Musique symphonique
- 5 Symphonies
- des Ouvertures

Musique de chambre
- des quatuors à cordes